# 岩崎浩一
岩崎 浩一'（いわさき こういち、1956年9月12日- ）は、日本の実業家。日清フーズ代表取締役社長を経て、トオカツフーズ取締役会長。

## 人物・経歴
東京都出身。早稲田大学系属早稲田実業学校中等部・高等部を経て、1980年明治大学商学部卒業、日清製粉（現日清製粉グループ本社）入社。2007年日清フーズ取締役。2010年日清フーズ常務取締役。
2012年から日清フーズ代表取締役社長を務め、味の素や日清オイリオグループなどと、「食品企業物流プラットフォーム（F-LINE)」を構築するとの合意を行うなどした。2017年に退任後、トオカツフーズ取締役副会長。2019年トオカツフーズ取締役会長。